# 팰그레이브 맥밀런

팰그레이브 맥밀런(Palgrave Macmillan)은 영국과 미국에 본사를 둔 세계적인 학술 출판사이다. 간단히 줄여 팰그레이브(Palgrave)라는 이름으로도 알려져 있다.
팰그레이브는 2000년에 영국의 맥밀런 출판사와 미국의 성 마틴 출판사가 자신들의 학술 출판 부문을 합쳐서 만든 것이다. 맥밀런과 성 마틴 출판사는 슈투트가르트에 위치한 독일의 출판사 Georg von Holtzbrinck Publishing Group가 소유하고 있다.
현재 팰그레이브의 본사는 햄프셔(Hampshire)의 베이싱스토크(Basingstoke)와 뉴욕 시에 위치해 있다.
팰그레이브라는 이름은 영국의 역사가 프랜시스 팰그레이브(Francis Palgrave)에서 따온 것으로, 프랜시스의 후계자들은 19세기부터 맥밀런 출판사와 긴밀한 관계를 가지고 있다.